# Tómas Lemarquis
Tómas Lemarquis (* 3. srpna 1977) je islandský herec. Narodil se na Islandu francouzskému otci, který zde pracoval jako učitel, a islandské matce. Ve svých třinácti letech přišel kvůli vzácné nemoci o vlasy. Vedle studií na Islandu studoval také ve Francii. Širšímu okruhu veřejnosti se představil v roce 2003 hlavní rolí ve filmu Albín jménem Noi. Později hrál v mnoha dalších filmech.

## Filmografie
- Albín jménem Noi (2003)
- La Maison de Nina (2005)
- Vychladlá stopa (2006)
- Luftbusiness (2008)
- Prosinec (2009)
- Houby (2011)
- Insensibles (2012)
- Errors of the Human Body (2012)
- Am Himmel der Tag (2012)
- Seolgug Yeolcha (2013)
- Frau Ella (2013)
- 3 dny na zabití (2014)